# Thorapadi (Cuddalore)
Thorapadi es una ciudad y nagar Panchayat situada en el distrito de Cuddalore en el estado de Tamil Nadu (India). Su población es de 7659 habitantes (2011). Se encuentra a 25 km de Cuddalore.

## Demografía
Según el censo de 2011 la población de Thorapadi era de 7659 habitantes, de los cuales 3911 eran hombres y 3748 eran mujeres. Thorapadi tiene una tasa media de alfabetización del 78,37%, superior a la media estatal del 80,09%: la alfabetización masculina es del 85,64%, y la alfabetización femenina del 70,89%.